# Пакпаттан
Пакпаттан (англ. Pakpattan) — город в пакистанской провинции Пенджаб, столица одноимённого округа. Расположен в 29 км к юго-востоку от города Сахивал.

## История
Во времена британского правления, Пакпаттан был техсилом в округе Монтгомери. Муниципалитет был создан в 1867 году, население в 1901 году составляло 6 192 человек.

## Демография
Население города по годам:
| 1961   | 1972   | 1981   | 1998    | 2010    |
| ------ | ------ | ------ | ------- | ------- |
| 27 974 | 42 028 | 69 820 | 107 791 | 139 525 |